# Wysokaja (rejon kiczmiengsko-gorodiecki)
Wysokaja (ros. Высокая) – wieś w Rosji, w rejonie kiczmiengsko-gorodieckim obwodu wołogodzkiego. W 2010 r. liczyła 2 mieszkańców.